# Astragalus jaxarticus
Astragalus jaxarticus är en ärtväxtart som beskrevs av Nikolai Vasilievich Pavlov. Astragalus jaxarticus ingår i släktet vedlar, och familjen ärtväxter. Inga underarter finns listade i Catalogue of Life.